# Grace Jackson
Grace Jackson-Small, jamajška atletinja, * 14. junij 1961, Saint Anne, Jamajka.
Nastopila je na olimpijskih igrah v letih 1988, 1992 in 1996, leta 1988 je osvojila srebrno medaljo v teku na 200 m, ob tem je dosegla še četrto in peto mesto v teku na 100 m, peto in šesto mesto v teku na 200 m, peto mesto v štafeti 4×400 m in osmo v štafeti 4×100 m. Na svetovnih dvoranskih prvenstvih je v teku na 200 m osvojila srebrno medaljo leta 1989 in bronasto leta 1987.